# Paul Scheffer-Boichorst

Paul Scheffer-Boichorst

Paul Scheffer-Boichorst (* 25. Mai 1843 in Elberfeld; † 17. Januar 1902 in Charlottenburg) war ein deutscher Historiker.
Paul Scheffer-Boichorst entstammte einer westfälischen Familie. Im Jahr 1862 legte er am Gymnasium Laurentianum in Warendorf sein Abitur ab. Er studierte als Schüler von Julius Ficker ab 1862 Geschichte an der Universität Innsbruck, dann in Göttingen und Berlin. An der Universität Leipzig wurde er 1867 mit der Arbeit Kaiser Friedrichs I. letzter Streit mit der Kurie promoviert. Seine Gutachter waren Georg Voigt und Heinrich Wuttke.
Scheffer-Boichorst war ab 1867 Mitarbeiter an den Regesta Imperii und dort mit der Bearbeitung der Zeit von Lothar von Supplinburg bis Heinrich VI. betraut. 1872 wurde er Mitarbeiter an den Monumenta Germaniae Historica in Berlin. 1875 wurde er ohne Habilitation außerordentlicher Professor in Gießen. Ab 1875 war er korrespondierendes Mitglied der Bayerischen Akademie der Wissenschaften. Ab 1876 lehrte Scheffer-Boichorst als ordentlicher Professor für Geschichte in Straßburg und ab Sommersemester 1890 in Berlin. Zu Scheffer-Boichorsts 400 akademischen Schülern gehörten unter anderem Hermann Reincke-Bloch, Erich Caspar, Albert Werminghoff, Alexander Cartellieri, Emil Schaus, Ferdinand Güterbock, Karl Brandi, Paul Clemen, Aloys Meister und Karl Hampe.
Scheffer-Boichorst ist die Rekonstruktion der Annales Patherbrunnenses zu verdanken (1870). Von 1891 bis 1902 war er Mitglied der Zentraldirektion der Monumenta Germaniae Historica. 1899 wurde er zum ordentlichen Mitglied der Preußischen Akademie der Wissenschaften gewählt.
Neben Arbeiten zur deutschen Geschichte bildete die europäische Kultur- und Wirtschaftsgeschichte seinen Arbeitsschwerpunkt. Scheffer-Boichorst beschäftigte sich mit der Chronik des Florentiner Politikers Dino Compagni, die er für eine Fälschung hielt. Der Streit um eine mögliche Fälschung der Chronik war zu dieser Zeit in Italien schon in vollem Gange. Scheffer-Boichorst kam damit eine Rolle als Vermittler zwischen der italienischen und deutschen Geschichtswissenschaft zu. In diesem Zusammenhang kam es in den 1870er Jahren zu einem heftigen Meinungsaustausch mit dem Erlanger Historiker und Experten für italienische Stadtverfassungsgeschichte Karl Hegel, der für die Echtheit dieser Chronik plädierte und damit recht behalten sollte.
Paul Scheffer-Boichorst starb 1902 im Alter von 58 Jahren in Charlottenburg und wurde auf dem St.-Hedwigs-Friedhof an der Liesenstraße beigesetzt. Der Grabstein trug ein Porträtrelief, das Fritz Klimsch geschaffen hatte. Das Grabmal ist nicht erhalten.

## Schriften (Auswahl)
- Die Neuordnung der Papstwahl durch Nikolaus II. Texte und Forschungen zur Geschichte des Papstthums im 11. Jahrhundert. Trübner, Straßburg 1879, Digitalisat.
- Herr Bernhard von der Lippe als Ritter, Mönch und Bischof. In: Zeitschrift für vaterländische Geschichte und Alterthumskunde Westfalens. Bd. 29, Nr. 2, 1871, ZDB-ID 201422-1, S. 107–235, (Auch Sonderabdruck: Regensberg, Münster 1871, Digitalisat).
- Annales Patherbrunnenses. Eine verlorene Quellenschrift des zwölften Jahrhunderts aus Bruchstücken wiederhergestellt. Wagner, Innsbruck 1870, Digitalisat.
- Kaiser Friedrich’ I. letzter Streit mit der Kurie. Mittler und Sohn, Berlin 1866, Digitalisat.